# N219 (België)
De N219 is een gewestweg in Anderlecht en verbindt de R0 met de N290. De totale lengte van de weg bedraagt ongeveer 1 kilometer.